# 古椿の霊

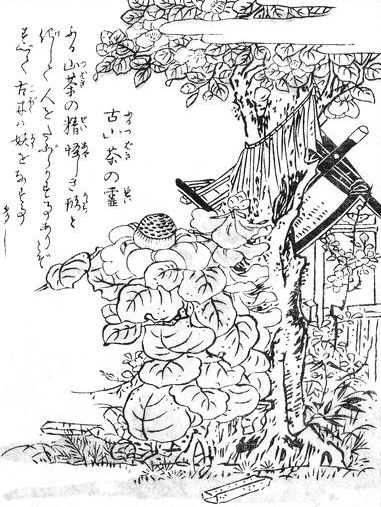
鳥山石燕『今昔画図続百鬼』より「古山茶の霊」

古椿の霊、古山茶の霊（ふるつばきのれい）は、日本各地に伝わるツバキの怪異。

## 概要
鳥山石燕の『今昔画図続百鬼』によると、老いたツバキの木に精霊が宿り、怪木と化して人をたぶらかすとある。こうしたツバキの怪は文化時代から文政時代にかけての怪談流行時において広く知られており、民間伝承が多く残されている。
現代においても、ツバキは花の落ちる様子が人の死を連想させるため、入院患者への見舞いの花には禁物とされている。このように花につきまとう怪しげなイメージが、妖怪伝承の生まれるもととなったとの説がある。
山形県の怪談「椿女」
天明時代、山形の城下を2人の商人が歩いていた。町を過ぎて峠道にさしかかった頃、片方の商人のそばにいつしか女が歩いていた。女がその商人に息を吹きかけると、商人の姿がハチに変わってしまった。
女は横道で毒々しく咲いているツバキの木の中へ姿を消すと、商人が変化したハチもそのツバキの花に吸い込まれた。やがて花がポトリと落ちた。もう1人の商人がその花を拾うと、ハチは既に死んでいた。
商人は花を持って寺へ寄り、和尚に事情を話した。和尚が言うには、以前から街道を行く者が姿を消す話があり、その女の仕業に違いないということであった。和尚はハチにされた商人を生き返らせるために一心に経文を唱えたが、生き返ることはなかったため、ハチをツバキの花と一緒に土に埋めたという。（ただし、この話の出典である『東北怪談の旅』は、著者山田野理夫によって創作された本来存在しない妖怪伝承が多数収録されたことで有名である）
秋田県の伝承
にかほ市象潟の蚶満寺の怪異。ある者が深夜に寺付近を歩いていたところ、境内にあるツバキの木が悲しげな声を発し、数日後に寺に不幸があった。以降も同様の怪異が続き、いつしかそのツバキは寺の凶事を告げる「夜泣き椿」と呼ばれた。このツバキは現存しており、樹齢700年におよび、寺の七不思議にも数えられている。
岐阜県の伝承
岐阜県不破郡青墓村（現・大垣市）でのこと。同村の円墳を発掘した際、古い鏡や骨などが発見されたが、発掘者は祟りを受けて死んでしまった。付近の者たちは円墳を元通りにして、その上にツバキを植えた。
以来、夜にその円墳のそばを通ると、ツバキが美女に化けて路傍で光っていると言われ、後にそのツバキは化け椿と呼ばれるようになったという。
肥後国（現・熊本県）の妖怪「木心坊」
肥後国に伝わる妖怪。ツバキの木を材料にしてすりこぎを作ると、ツバキの木が変化して生まれるといわれる。